# Appleton (Wisconsin)
Appleton è una città degli Stati Uniti d'America, capoluogo della Contea di Outagamie nello Stato del Wisconsin. ha una popolazione di 74511 abitanti, stimata nel 2020.
Appleton è una città nelle contee di Outagamie, Calumet e Winnebago nello stato americano del Wisconsin. Una delle Fox Cities, è situata sul fiume Fox, 30 miglia (48 km) a sud-ovest di Green Bay e 100 miglia (160 km) a nord di Milwaukee. Appleton è il capoluogo della contea di Outagamie. Con una popolazione stimata di 74 098 al 1 luglio 2019, è la sesta città più grande del Wisconsin. Appleton fa parte dell'area metropolitana di Fox Cities, la terza più grande dello stato dopo Milwaukee e Madison.
Appleton è il cuore della Fox River Valley ed è sede della Lawrence University, del Fox Cities Exhibition Center, del Fox Cities Performing Arts Center, del Fox River Mall, del Neuroscience Group Field al Fox Cities Stadium, dell'Appleton International Airport e dei due principali ospedali: St. Elizabeth Hospital e ThedaCare Regional Medical Center–Appleton. Ospita anche eventi regionali come l'Oktoberfest e il Mile of Music.

## Storia

### Storia dei nativi americani
Il territorio in cui si trova oggi Appleton era tradizionalmente occupato dagli Ho-Chunk e dai Menominee. La Nazione Menominee cedette il territorio agli Stati Uniti nel Trattato dei Cedri nel 1836, con il capo Oshkosh che rappresentava il Menominee. Il trattato arrivò alla fine di diversi anni di negoziati tra i Menominee, gli Ho-Chunk e il governo federale su come accogliere i popoli Oneida, Stockbridge-Munsee e Brothertown che furono trasferiti da New York al Wisconsin. Gli Ho-Chunk non hanno mai ratificato il trattato finale poiché solo i Menominee hanno ceduto la terra. Nella lingua dei Menominee, Appleton è conosciuto come Ahkōnemeh, o "guarda il loro posto".
I primi coloni europei ad Appleton erano commercianti di pellicce che cercavano di fare affari con i nativi americani della Fox River Valley. Hippolyte Grignon costruì l'Airone bianco nel 1835 per ospitare la sua famiglia e fungere da locanda e stazione commerciale.

### Insediamento europeo
Appleton è stata fondata nel 1847. È stata fondata come tre villaggi non incorporati lungo il fiume Fox. Da sud a nord lungo il fiume, questi erano Grand Chute, Appleton e Lawesburg. Nel 1853, i tre furono fusi nell'unico villaggio incorporato di Appleton. John F. Johnston è stato il primo residente e presidente del villaggio. La Lawrence University, anch'essa fondata nel 1847, era sostenuta finanziariamente da Amos A. Lawrence e originariamente conosciuta come Lawrence Institute. Samuel Appleton, il suocero di Lawrence dal New England che non ha mai visitato il Wisconsin, ha donato 10000 $ alla biblioteca del college appena fondata, e la città ha preso il suo nome in segno di apprezzamento.
La comunità è stata costituita come una città il 2 marzo 1857, con Amos Storey come primo sindaco. All'inizio del XX secolo, adottò la forma di governo della commissione. Nel 1890 ad Appleton vivevano 11 869 persone; nel 1900 erano 15 085; nel 1910, 16 773; nel 1920, 19 571; e nel 1940, 28 436.
L'industria cartaria, a partire dalla costruzione della prima cartiera della città nel 1853, è stata in prima linea nello sviluppo di Appleton. Al fine di fornire elettricità all'industria cartaria, il 30 settembre 1882 entrò in funzione la prima centrale idroelettrica della nazione, la Vulcan Street Plant sul fiume Fox. La centrale alimentava anche la Hearthstone House, la prima residenza nel mondo alimentato da una centrale idroelettrica in posizione centrale che utilizza il sistema Edison.
Poco dopo, nell'agosto del 1886, Appleton fu sede di un'altra prima nazionale, la gestione di un'azienda di tram elettrici di successo commerciale. Le luci elettriche hanno sostituito le lampade a gas su College Avenue nel 1912. Appleton aveva anche il primo telefono nel Wisconsin e la prima luce a incandescenza in qualsiasi città al di fuori della costa orientale.
L'edificio più alto di Appleton, il 222 Building è stato costruito nel 1952.
Il Valley Fair Shopping Center, costruito nel 1954, ha affermato di essere il primo centro commerciale chiuso negli Stati Uniti, sebbene questa affermazione sia contestata da altri centri commerciali. Nel 2007 la maggior parte della struttura è stata demolita, lasciando solo l'ala est e un cinema. Al suo posto ora c'è un Pick 'n Save Food Center.
Dal 1930 al 1970 circa, Appleton era una città al tramonto: ai neri non era permesso pernottare. Non esisteva un'ordinanza ufficiale della città, solo una legge non scritta applicata in modo informale, ad esempio dalla polizia che incoraggiava fortemente i neri a lasciare la città dopo il tramonto. Nel 1936, l'Institute of Paper Chemistry tentò di assumere il famoso chimico afroamericano Percy Julian, ma non riuscì a capire come aggirare la legge del tramonto; Julian è stato invece assunto da Glidden a Chicago. Una parziale eccezione fu fatta per la cantante lirica Marian Anderson quando cantò alla Lawrence University nel 1941: le fu permesso di pernottare al Conway Hotel ma non le fu permesso di cenare in pubblico.

## Geografia fisica

### Territorio
Appleton si trova a 44° 16'N 88° 24'W (44.278819, -88.392625). Secondo lo United States Census Bureau, la città ha un'area totale di 24,82 miglia quadrate (64,28 km²), di cui 24,33 miglia quadrate (63,01 km²) di terra e 0,49 miglia quadrate (1,27 km²) di acqua.

### Clima
Appleton ha un clima continentale umido tipico del Wisconsin. Le estati sono da calde a calde e gli inverni sono piuttosto freddi in confronto. Le precipitazioni sono relativamente moderate rispetto ad altre aree vicine ai Grandi Laghi, il che significa meno nevicate in inverno rispetto a molte altre zone fredde. Un punto di rugiada di 90 °F (32 °C) è stato osservato ad Appleton alle 17:00. il 13 luglio 1995. Questo è il secondo punto di rugiada più alto mai osservato negli Stati Uniti.

## Dati demografici
Appleton è la città principale dell'area metropolitana di Appleton–Oshkosh–Neenah, un'area statistica combinata che comprende le aree metropolitane di Appleton (contee di Calumet e Outagamie) e Oshkosh–Neenah (contea di Winnebago), che al censimento del 2010 aveva una popolazione complessiva di 367 365 abitanti.

### Censimento 2010
A partire dal censimento del 2010, c'erano 72 623 persone, 28 874 famiglie e 18 271 famiglie residenti in città. La densità di popolazione era di 2 984,9 abitanti per miglio quadrato (1 152,5/km²). C'erano 30 348 unità abitative con una densità media di 1 247,3 per miglio quadrato (481,6/km²). La composizione razziale della città era l'87,5% di bianchi, l'1,7% di afroamericani, lo 0,7% di nativi americani, il 5,9% di asiatici, il 2,2% di altre razze e il 2,0% di due o più razze. Ispanici o latini di qualsiasi razza erano il 5,0% della popolazione.
C'erano 28 874 famiglie, di cui il 33,0% aveva figli di età inferiore ai 18 anni che vivevano con loro, il 48,7% erano coppie sposate che vivevano insieme, il 10,5% aveva una capofamiglia donna senza marito presente, il 4,1% aveva un capofamiglia maschio senza moglie presente, e il 36,7% erano non famiglie. Il 29,5% di tutte le famiglie era composto da individui e il 9% aveva qualcuno che viveva da solo di 65 anni o più. La dimensione media della famiglia era di 2,43 e la dimensione media della famiglia era di 3,04.
L'età media in città era di 35,3 anni. il 25% dei residenti aveva meno di 18 anni; il 10,1% aveva un'età compresa tra i 18 ei 24 anni; il 27,7% era da 25 a 44; il 26,1% era da 45 a 64; e l'11,3% aveva 65 anni o più. La composizione di genere della città era del 49,5% maschile e del 50,5% femminile.

### Censimento del 2000
A partire dal censimento del 2000, c'erano 70 087 persone, 26 864 famiglie e 17 676 famiglie residenti in città. La densità di popolazione era di 3 355,9 per miglio quadrato (1 295,7/km²). C'erano 27 736 unità abitative con una densità media di 1 328,0 per miglio quadrato (512,7/km²). La composizione razziale della città era per il 91,48% bianca; 0,99% afroamericano; 0,57% nativi americani; 4,61% asiatico; 0,03% isolano del Pacifico; 1,05% da altre razze e 1,27% da due o più gare. Ispanici o latini di qualsiasi razza erano il 2,53% della popolazione.
C'erano 26.864 famiglie, di cui il 35,0% aveva figli di età inferiore ai 18 anni che vivevano con loro, il 53,9% erano coppie sposate che vivevano insieme, l'8,7% aveva una donna capofamiglia senza marito presente e il 34,2% erano non famiglie. Il 27,6% di tutte le famiglie era composto da individui e il 9,1% aveva qualcuno che viveva da solo di 65 anni o più. La dimensione media della famiglia era 2,52 e la dimensione media della famiglia era 3,13.
In città la popolazione era sparpagliata, con il 27,4% al di sotto dei 18 anni; 9,7% dai 18 ai 24 anni; 31,8% da 25 a 44; 19,7% da 45 a 64 anni e 11,3% di età pari o superiore a 65 anni. L'età media era di 34 anni. Per ogni 100 femmine, c'erano 96,7 maschi. Per ogni 100 femmine dai 18 anni in su, c'erano 93,7 maschi.
Il reddito medio per una famiglia in città era di 39285 $ e il reddito medio per una famiglia era di 44097 $. I maschi avevano un reddito medio di 36459 $ contro 22890 $ per le femmine. Il reddito pro capite per la città era di 17478 $. Circa il 7,3% delle famiglie e il 9,5% della popolazione erano al di sotto della soglia di povertà, compreso il 7,1% di quelli di età inferiore ai 18 anni e il 4,8% di quelli di età pari o superiore a 65 anni.

## Governo
Appleton è governata tramite il sistema del sindaco-consiglio. Il sindaco nomina i capi dipartimento, previa approvazione del consiglio. Il procuratore comunale viene eletto ogni quattro anni in una votazione a livello cittadino. Il consiglio, noto come consiglio comune o consiglio comunale, è composto da 15 membri, chiamati assessori, tutti eletti per due anni dai singoli distretti.
L'attuale sindaco di Appleton, Jake Woodford, è stato eletto nel 2020 per il suo primo mandato di quattro anni. Nell'aprile 1857, gli elettori di Appleton scelsero Amos Story come primo sindaco della città. Elenco degli ultimi dieci sindaci di Appleton:
- John Goodland, Jr. 1924 - 1925
- Regola Albert 1926 - 1929
- John Goodland, Jr. 1930 - 1946
- Robert Roemer 1946 - 1958
- Clarence Mitchell 1958 - 1966
- George Buckley 1966 - 1972
- James Sutherland 1972 - 1980
- Dorothy Johnson 1980 - 1992
- Richard DeBroux 1992 - 1996
- Timothy Hanna 1996 – 2020
- Jake Woodford 2020 - presente

Appleton è rappresentata da Mike Gallagher (R) alla Camera dei rappresentanti degli Stati Uniti e da Ron Johnson (R) e Tammy Baldwin (D) al Senato degli Stati Uniti. Nella legislatura statale del Wisconsin, Appleton è diviso tra quattro Distretti dell'Assemblea dello Stato (3°, 55°, 56°, 57°) e due Distretti del Senato dello Stato (1°, 19°). A partire dalla sessione legislativa 2018-2019, i seguenti rappresentanti servono questi distretti:
- 3º Distretto dell'Assemblea: Ron Tusler (R - Harrison)
- 55a Assemblea Distretto: Mike Rohrkaste (R - Neenah)
- 56º Distretto dell'Assemblea: David Murphy (R - Greenville)
- Distretto 57a Assemblea: Amanda Stuck (D - Appleton)
- 1a circoscrizione del Senato: André Jacque (R - DePere)
- 19º Distretto del Senato: Roger Roth (R - Appleton)

## Infrastrutture e trasporti
La città possiede Valley Transit, una rete di linee di autobus che servono la Fox Valley. Ci sono anche diversi operatori di taxi in città. Valley Transit gestisce rotte che generalmente iniziano il servizio già alle 5:45 e continuano fino alle 22:40 dal lunedì al sabato. Le frequenze sono di solito ogni ora e ogni mezz'ora su alcune rotte durante le ore di punta mattutina e pomeridiana nei giorni feriali. Non c'è servizio la domenica. Amtrak e Lamers offrono autobus interurbani che servono località come Green Bay, Madison, Oshkosh, Fond du Lac, Milwaukee e Chicago.

### Strade
- Interstate 41 rotte in direzione nord per Green Bay. Rotte I-41 in direzione sud per Oshkosh, Fond du Lac e Milwaukee. Questa è un'autostrada interstatale che corre sul lato nord di Appleton. Ha 3 uscite ad Appleton (da sud a nord): Hwy 47 Richmond St. (uscita 142), Hwy E Ballard Road. (Uscita 144) e Hwy 441 (Uscita 145)
- US 10 Westbound va a Waupaca e Stevens Point. US 10 Eastbound va a Brilion e Manitowoc. Questa è principalmente un'autostrada tranne che lungo Oneida St.
- La US 41 corre interamente in concomitanza con l'Interstate 41 attraverso la città di Appleton.
- WIS 47 viaggia in direzione nord verso Black Creek e Shawano, nel Wisconsin. Southbound, WIS 47 rotte per Menasha. Questo è Richmond St., Memorial Dr. e Appleton Road.
- WIS 96 viaggia verso ovest fino a Fremont e verso est verso Little Chute e Kaukauna. Questa è Wisconsin Avenue.
- WIS 125 viaggia tra US 41 e WIS 47 su College Ave. College Ave. a ovest di US 41 è Hwy CA e si dirige verso l'aeroporto internazionale di Appleton.
- WIS 441 aggira Appleton sui lati sud ed est come autostrada. Le uscite sono a: US 10 West/US 41, Racine St Menasha, Hwy AP Midway Rd., WIS 47 Appleton Rd., US 10 East Oneida St., Hwy KK Calumet St., Hwy CE College Ave., Hwy OO Northland Ave., US 41

### Sistema ferroviario
Appleton è attraversata dalle ex linee principali della Chicago e della North Western Railway (sudovest-nordest) e della Milwaukee, Lake Shore e Western (all'incirca sud-est-nordovest, e ora in gran parte abbandonate ad eccezione del servizio locale per le cartiere della zona e altre industrie). Un ramo nord-sud dell'ex Wisconsin Central Railroad passa sul lato ovest della città. Tutto il servizio ferroviario è ora gestito dalla Canadian National Railway. Appleton non ha un servizio ferroviario passeggeri interurbano, sebbene siano in corso studi sulla fattibilità dell'estensione del servizio ferroviario Amtrak alle Fox Cities e Green Bay.

### Aeroporti
L'aeroporto internazionale di Appleton (ATW) si trova all'estremità occidentale di College Avenue, due miglia a ovest dell'Interstate 41 e sei miglia a ovest del centro di Appleton.

## Sistema scolastico
Appleton è servita dall'Appleton Area School District, che ha tre scuole superiori, quattro scuole medie, diciassette scuole elementari e sedici scuole charter. Le principali scuole superiori pubbliche del distretto sono Appleton East, Appleton North e Appleton West.
Il Wisconsin Evangelical Lutheran Synod (WELS) ha quattro scuole elementari cristiane ad Appleton: Mount Olive Lutheran School (Pre-K-8), Riverview Lutheran School (Pre-K-8), St. Paul Lutheran School (Pre-K-8), e St. Peter Lutheran School (Pre-K-8).
Appleton ha due scuole superiori parrocchiali: la scuola cattolica romana Xavier High School e la Fox Valley Lutheran High School. Appleton ha anche scuole superiori charter, tra cui: Fox Cities Leadership Academy, Renaissance Academy, Appleton Technical Academy e Tesla Engineering.
Appleton è sede della Lawrence University, un college privato di arti liberali e del Fox Valley Technical College. La Globe University, la Concordia University Wisconsin[36] e il Rasmussen College hanno sedi secondarie in città. L'Università del Wisconsin-Fox Valley, un campus biennale dell'Università del Wisconsin System, si trova nella vicina Menasha.
La città e l'area circostante sono servite dalla Appleton Public Library, che è stata istituita dalla città nel 1897 e dal 2010 ha una collezione di oltre 600.000 articoli.

## Economia

### Turismo
Le attrazioni turistiche di ppleton includono la Hearthstone House, la villa di quattro piani che fu la prima casa negli Stati Uniti ad essere alimentata da energia idroelettrica al suo completamento nel 1881. Il Museo di Storia al Castello contiene mostre sulla storia della Fox River Valley, tra cui una galleria che mostra Edna Ferber, una mostra di Harry Houdini e altre mostre itineranti. Il Paper Discovery Center espone macchine storiche per la fabbricazione della carta e una mostra sulla storia della carta. Il Fox River Mall è il secondo centro commerciale più grande del Wisconsin. [senza fonte] Altri centri commerciali locali includono Northland Mall e City Center Plaza.
Nel 2013, Houdini Plaza, all'angolo tra College Avenue e Appleton Street, è stata rinnovata. Il progetto è costato circa 1,5 milioni di dollari, di cui la maggior parte a carico della città stessa. La piazza, conosciuta come il "cortile anteriore" del centro di Appleton, ospita circa 55 eventi ogni anno, inclusi concerti estivi e parte del mercato degli agricoltori del centro.
Ci sono numerosi ensemble ad Appleton che includono l'Appleton Boy Choir, la Fox Valley Symphony Orchestra, il Makaroff Youth Ballet, il newVoices Choir, il Vento Winds, il MacDowell Male Chorus e le Christmas Stars.

## Parchi
La città di Appleton ha 24 parchi di quartiere e quattro parchi comunitari nel suo sistema di parchi. I parchi di quartiere variano in dimensioni da due acri a 16 acri, mentre i parchi comunitari variano da 25 acri a 139 acri.
Memorial Park è il più grande dei parchi comunitari, che copre 139 acri. Le strutture del parco includono: sette campi da baseball/softball, attrezzature per parchi giochi, una pista di pattinaggio sul ghiaccio al coperto, una collina per slittini, un padiglione per picnic, un laghetto per la pesca a cattura e rilascio, griglie e un rifugio riscaldato. Il parco offre uno spettacolo pirotecnico per la comunità di Appleton durante le vacanze del 4 luglio.
City Park, fondato nel 1882, è il parco più antico del sistema di parchi di Appleton. Il Trout Museum of Art utilizza il parco per la sua vetrina Art in the Park. Lo spettacolo presenta oltre 200 artisti che attirano oltre 25.000 appassionati d'arte ogni anno. Pierce Park è il luogo dei concerti settimanali della Appleton City Band che si tengono durante l'estate e dell'annuale Appleton Old Car Show e Swap Meet. Pierce Park e Telulah Park dispongono ciascuno di un campo da disc-golf. Erb Park e Mead Park dispongono ciascuno di un impianto acquatico pubblico. Jones Park è il luogo del traguardo per la corsa di Santa Scamper che si tiene durante l'annuale Appleton Christmas Parade e presenta una pista di hockey all'aperto in inverno.